# Papiro 66
O Papiro 66  ({\displaystyle {\mathfrak {P}}}66) é um antigo papiro do Novo Testamento que contém um codex quase completo do Evangelho de João e faz parte dos Papiros de Bodmer.